# Damb Sadaat
Damb Sadaat (DS) is een nederzetting in Beloetsjistan, vooral bekend als archeologische vindplaats en de typesite voor de Damb Sadaatfase. Deze fase volgde op de Kili Ghul Mohammad-fase (KGM) en duurde van 3000 tot 2600 v.Chr., waarbij de nederzettingen klein bleven, maar wel in aantal groeiden. Het was met Amri, Nal, de Kot Dijicultuur en de Sothi-Siswalcultuur onderdeel van vroeg-Harappa.
De eerste bewoningsperiode viel samen met de laatste van Kili Ghul Mohammad en in beiden is Kechi Begaardewerk gevonden. Tijdens DS II ontstonden woningen met meerdere kamers, gemaakt van leemsteen met funderingen van kalksteen. Ook is er Quetta-aardewerk en Faiz Mohammed grijs aardewerk gevonden. Tijdens DS III maakte dit plaats voor Sadaataardewerk.